# Trematodon mayebarae
Trematodon mayebarae är en bladmossart som beskrevs av Noriwo Takaki 1962. Trematodon mayebarae ingår i släktet tranmossor, och familjen Bruchiaceae. Inga underarter finns listade i Catalogue of Life.